# Rue des Grands-Degrés
La rue des Grands-Degrés, est une voie située dans le quartier Saint-Victor du 5e arrondissement de Paris.

## Situation et accès
La rue des Grands-Degrés est desservie à proximité par la ligne 10 à la station Maubert - Mutualité.

## Origine du nom

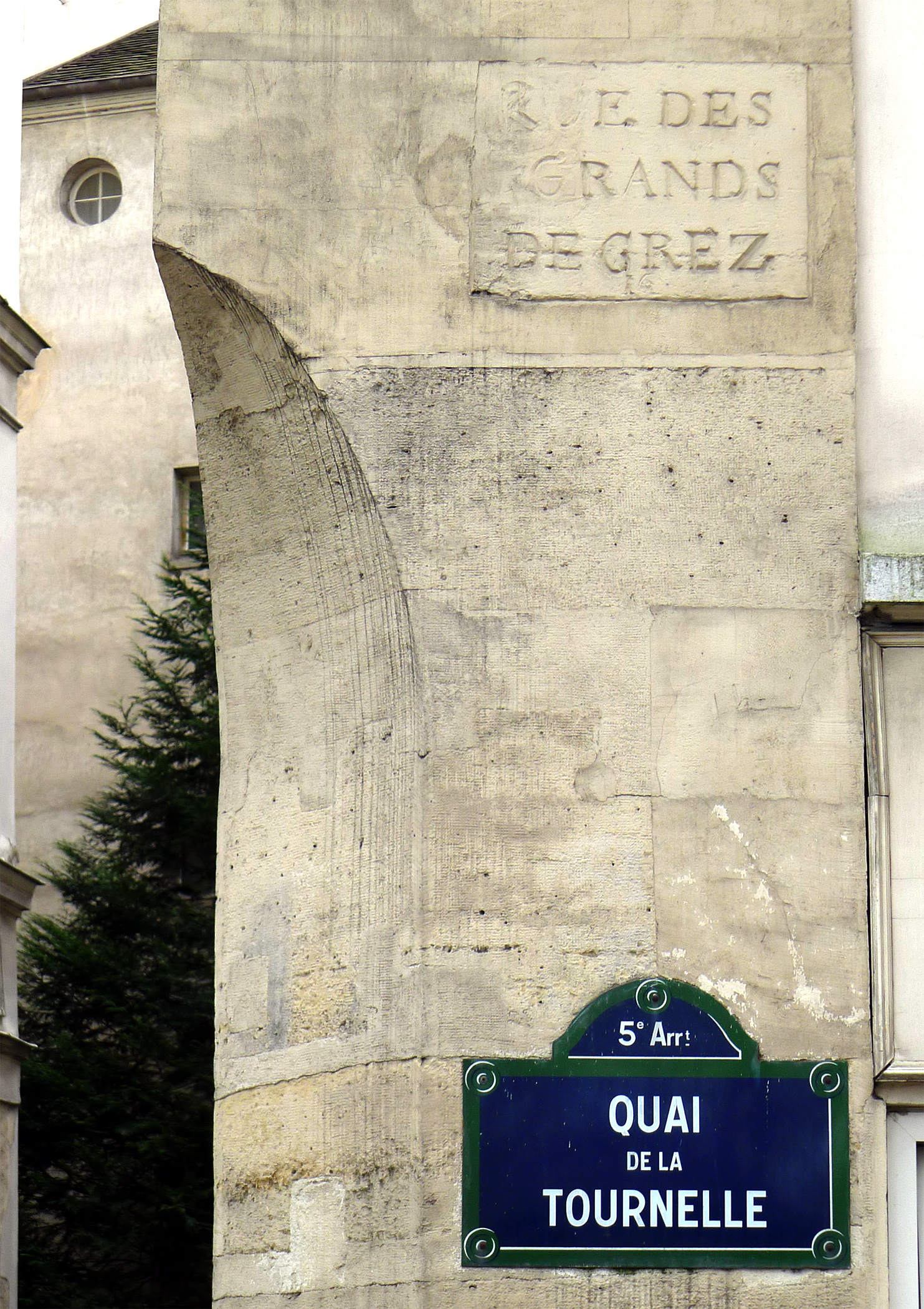
Autrefois, la rue était beaucoup plus longue ; une partie a été rattachée au quai de la Tournelle.

Cette rue doit son nom à l'escalier qui menait autrefois à la Bièvre.

## Historique
L'embouchure d'une dérivation de la Bièvre, le « canal des Victorins » creusé au XIIe siècle pour alimenter l'abbaye Saint-Victor était située à l'extrémité sud de la rue. Cette dérivation était tarie à la fin du XIVe siècle.
Cette ancienne rue est déjà présente sur les plans de Paris datant du XIVe siècle et s'appelle alors « rue Saint-Bernard » en raison de sa proximité avec le collège des Bernardins. 
Alors beaucoup plus longue (200 m), elle part de la rue de Bièvre et rejoint la place Maubert. Elle devient par la suite la « rue Pavée » puis, au XVIIIe siècle, prend le nom de « rue des Grands DeGrez » puis « des Grands-Degrés ».

## Bâtiments remarquables et lieux de mémoire
De nombreuses maisons datant du XVIIIe siècle jalonnent la rue dont la maison des nos 1-3 qui est classée aux monuments historiques depuis 1984.

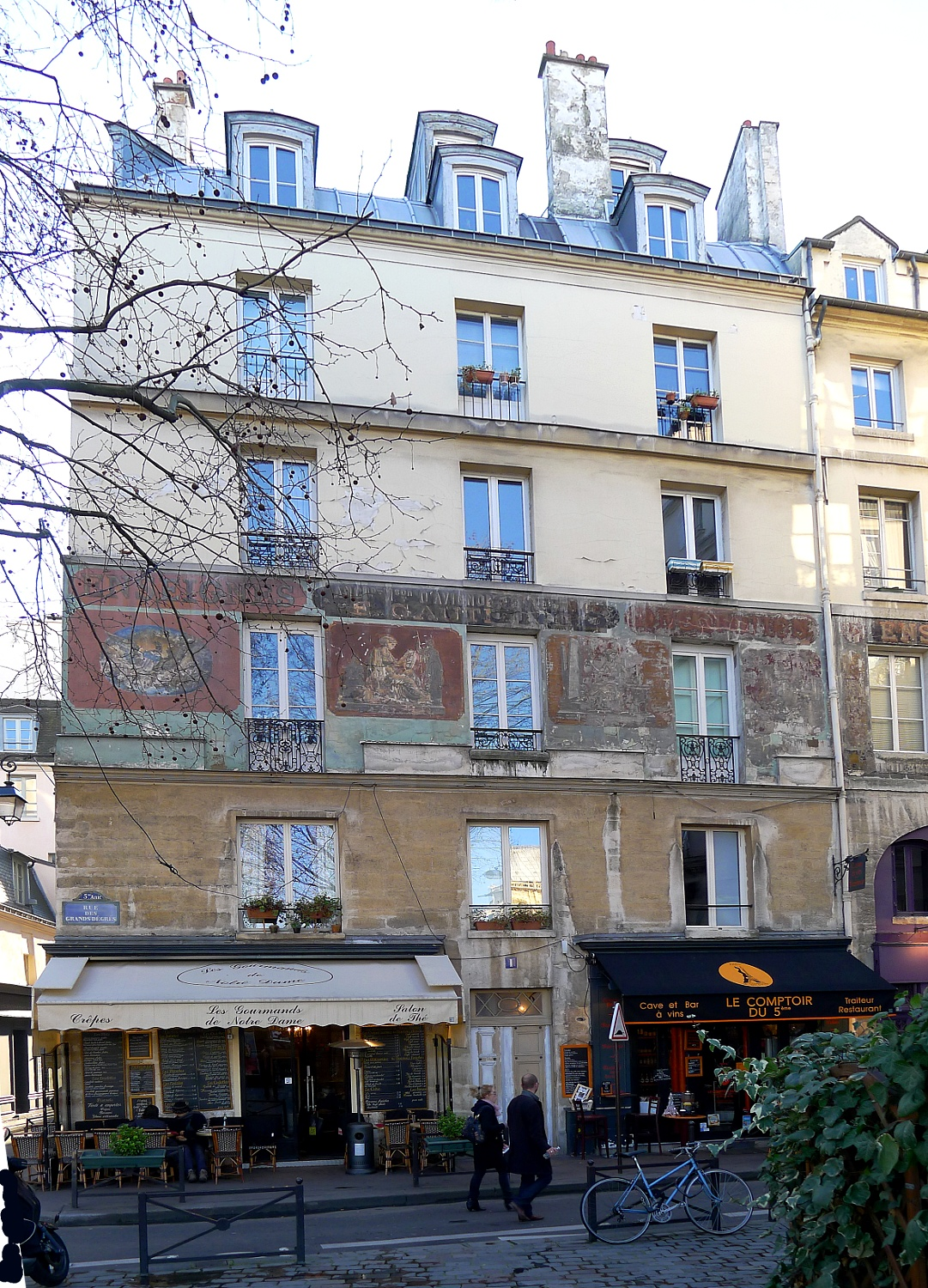
Immeubles décorés des nos 1-3, à l'angle de la rue.
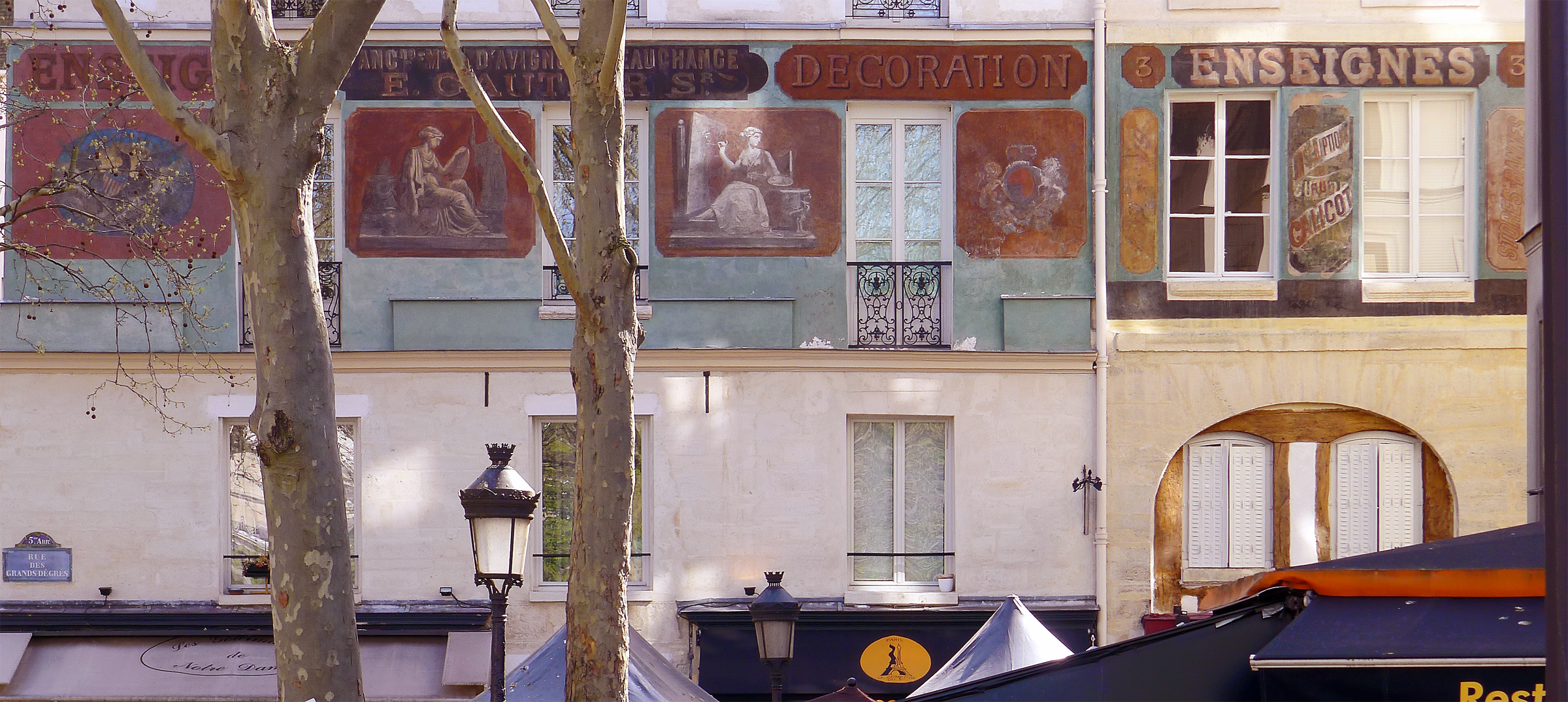
Détail des décors.
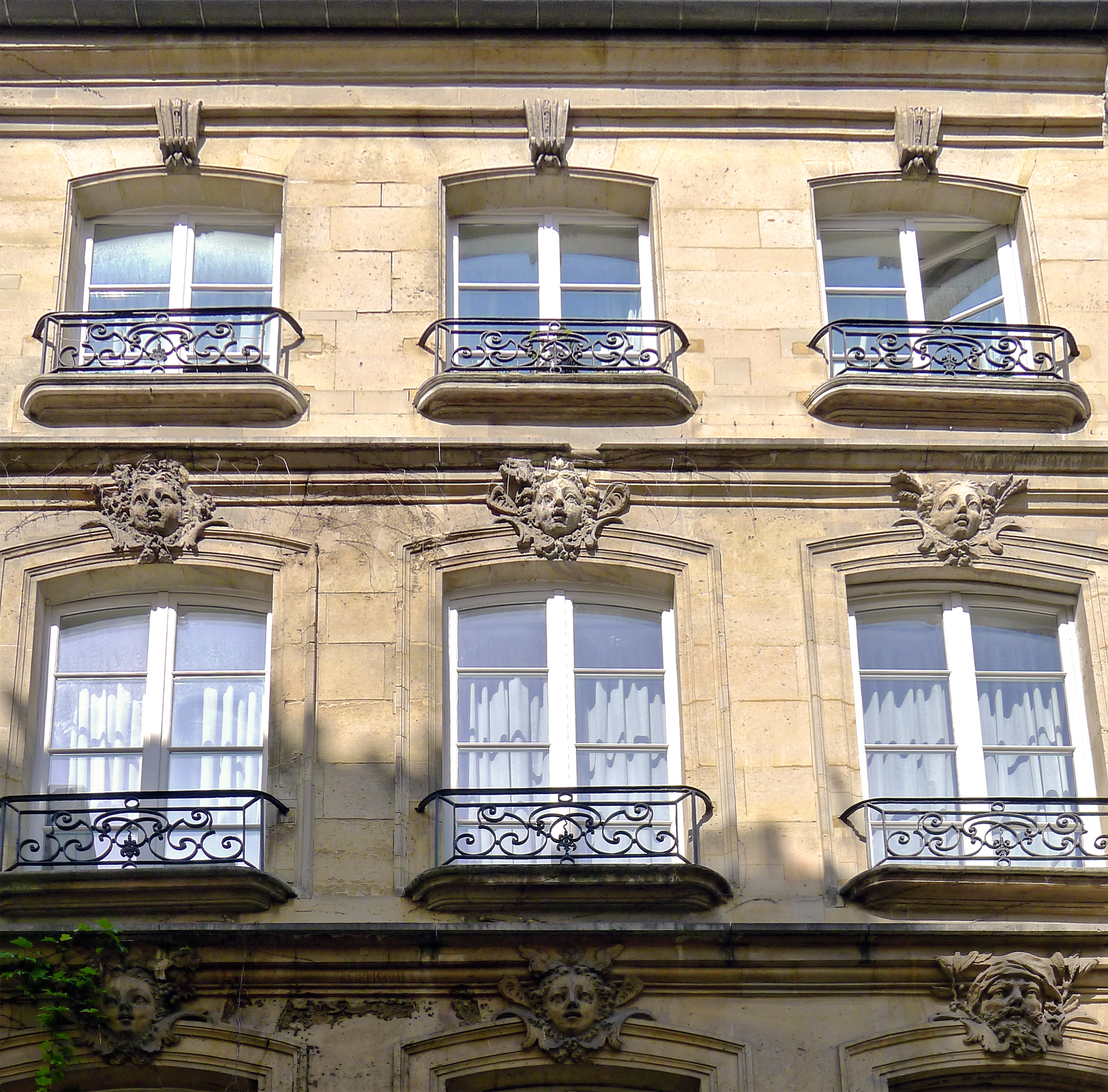
Façade du no 6 avec ses mascarons.

Au carrefour des rues de la Bûcherie, Frédéric-Sauton et des Grands-Degrés se trouve le très petit square Restif-de-la-Bretonne.

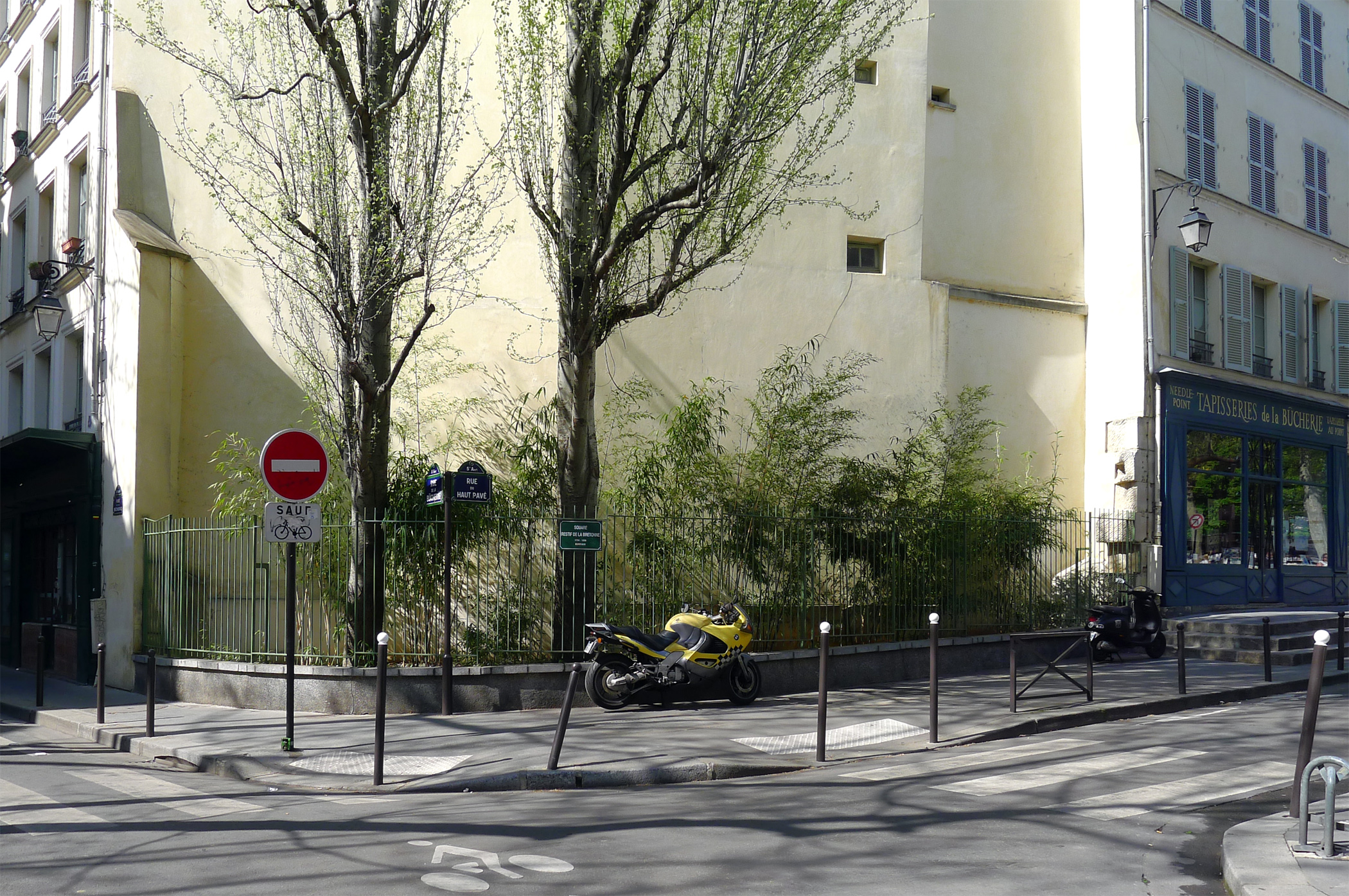
Square Restif-de-la-Bretonne.

En 2025, le Conseil de Paris vote l'apposition au no 8 d'une plaque commémorative en hommage à la résistante Hélène Kro (1913-1942),.